# Marc Schaessens
Marc Schaessens  est un footballeur belge, né le 14 septembre 1968. 

## Biographie
Marc Schaessens débute en Division 1, au K Beerschot VAV en 1984 alors qu'il n'a que 16 ans.
Milieu défensif, il a joué ensuite dans de nombreux clubs de l'élite du football belge: le Standard de Liège (1989-1991), le FC Bruges (1991-1993), le KRC Genk (1993-1994), le RFC Seraing (1994-1995), le KFC Germinal Ekeren (1995-1999), le KVC Westerlo (1999-2002), le K Lierse SK (2002-2004) et le R Excelsior Mouscron (2004-2005). Ainsi, il joue 503 matches de Division 1 dans ces différents clubs, remportant au passage le championnat de Belgique en 1992 avec Bruges, et la coupe de Belgique en 1997 avec Germinal Ekeren.

## Palmarès
- Champion de Belgique en 1992 avec le FC Bruges
- Vainqueur de la Coupe de Belgique en 1997 avec le KFC Germinal Ekeren
- Finaliste de la Coupe de la Ligue Pro en 1998 et 1999 avec le KFC Germinal Ekeren